# Kribul
Kribul (bulgariska: Крибул) är ett distrikt i Bulgarien.   Det ligger i kommunen Obsjtina Satovtja och regionen Blagoevgrad, i den sydvästra delen av landet, 140 km söder om huvudstaden Sofia.
I omgivningarna runt Kribul växer i huvudsak blandskog. Runt Kribul är det ganska glesbefolkat, med 38 invånare per kvadratkilometer.